# 青年尼奥普兰都市航线

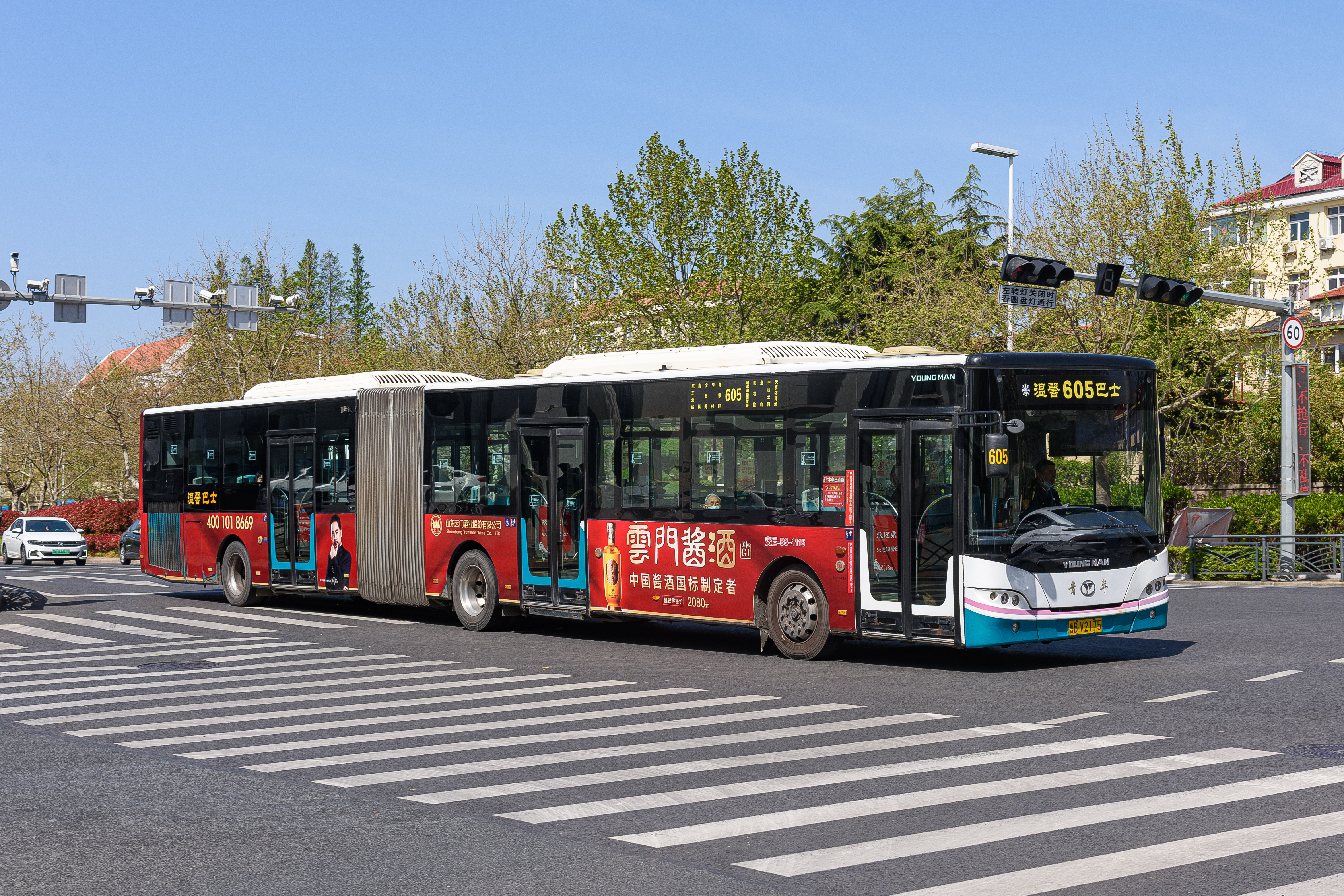
青岛公交605路使用的JNP6180GVC型铰接客车行驶在香港西路

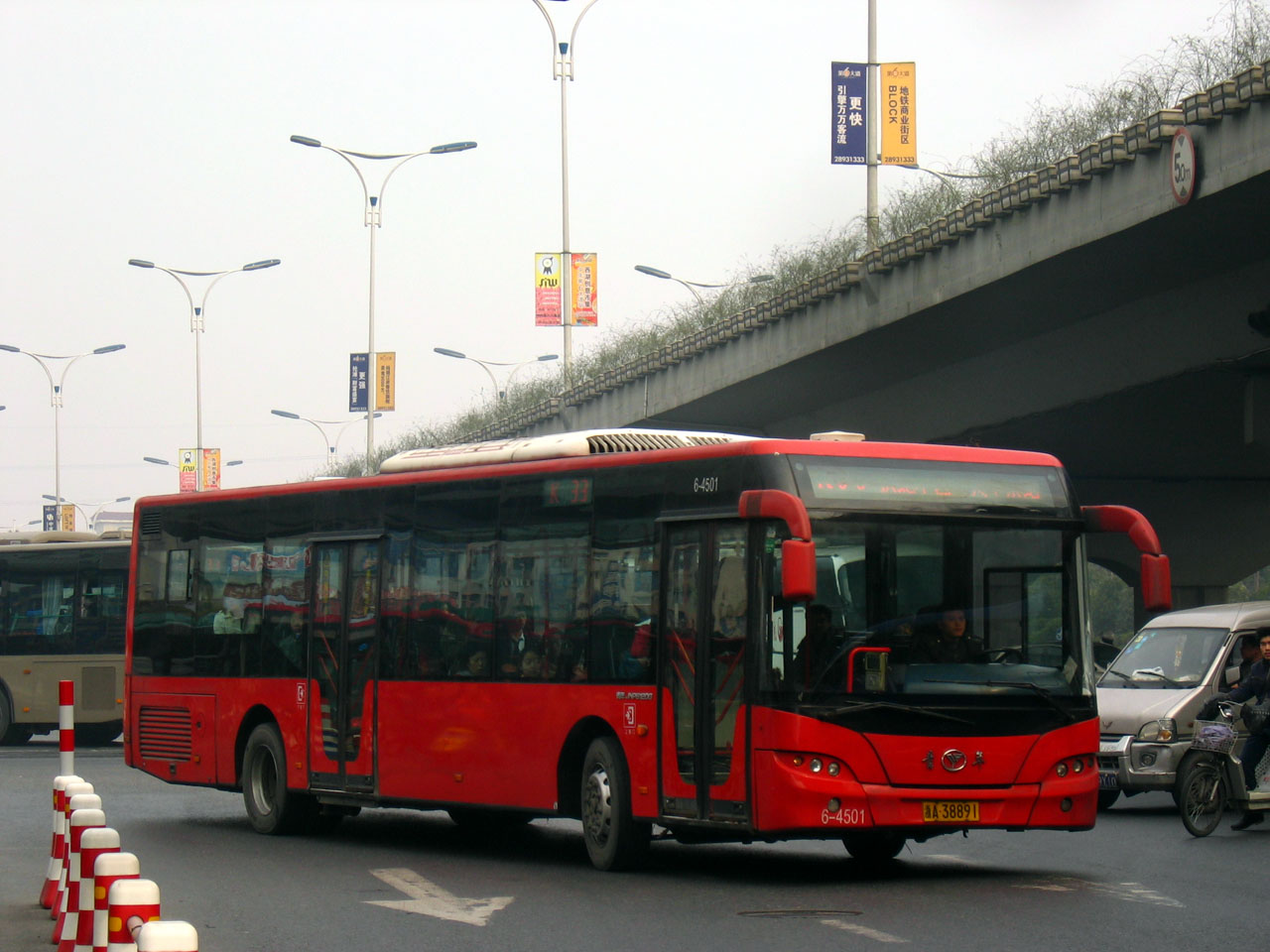
杭州公交的青年尼奧普蘭都市航線JNP6120G（第一代）

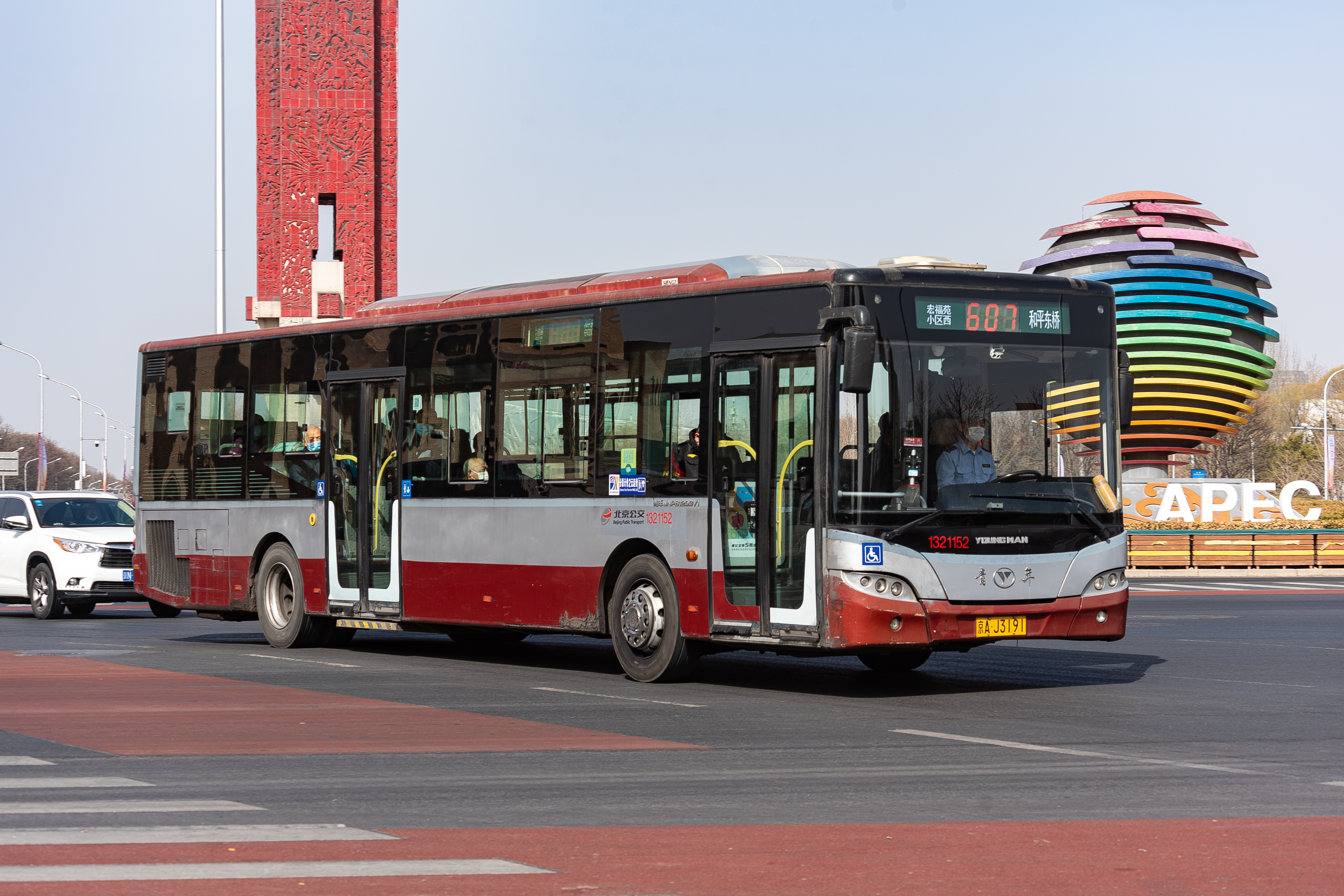
北京公交的青年JNP6120GV1

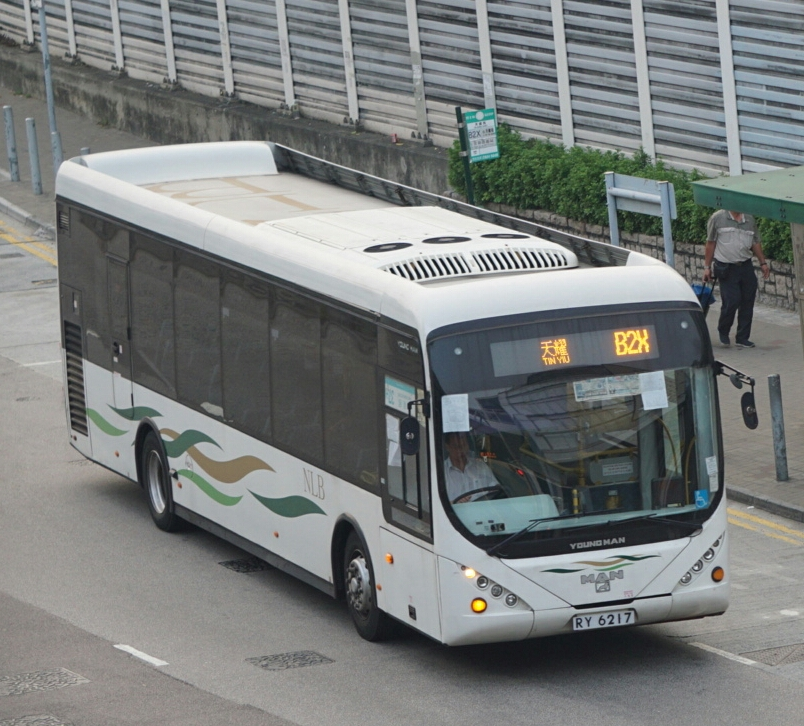
香港嶼巴的青年JNP6122GR1

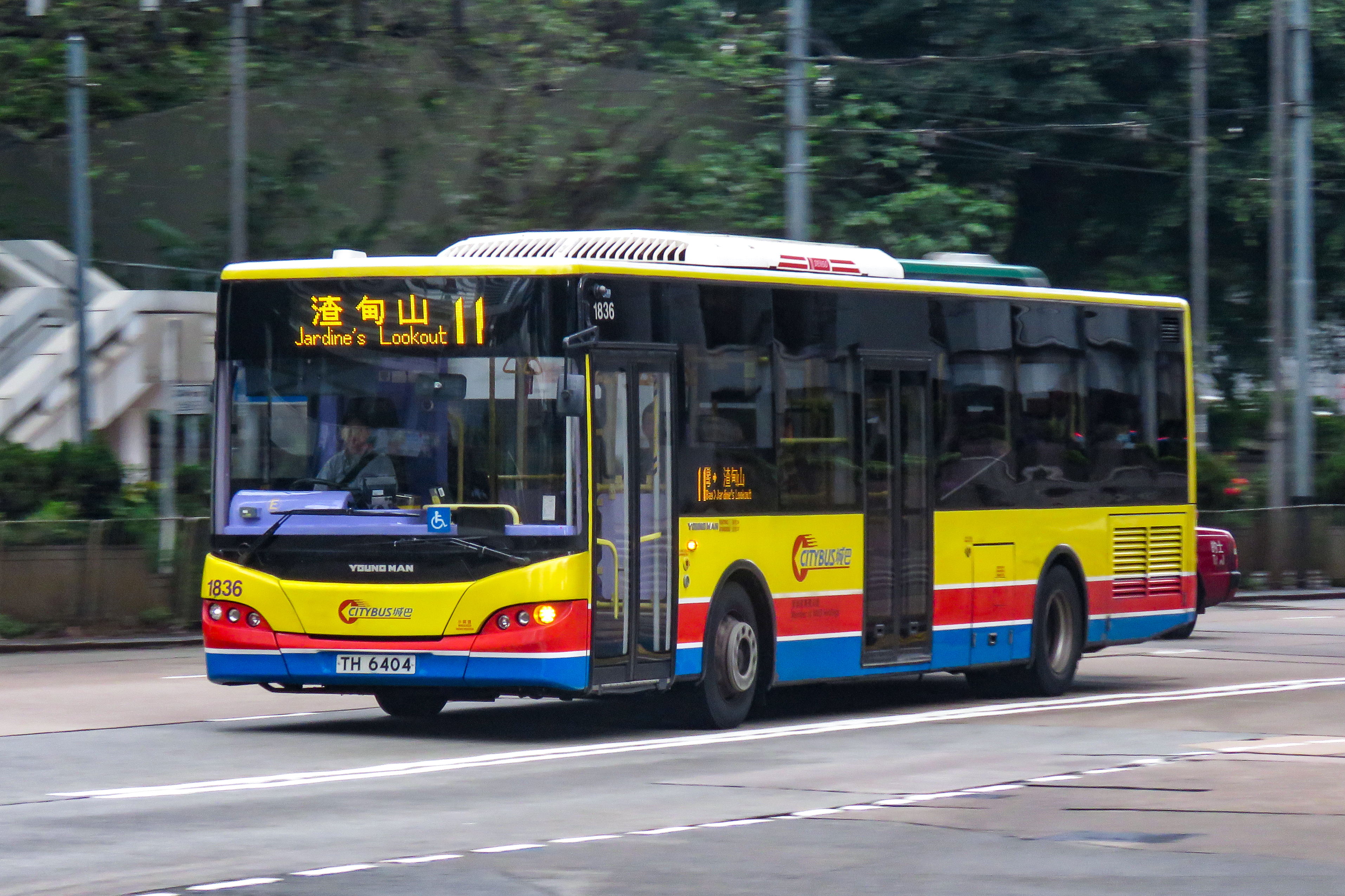
香港城巴的青年JNP6120GR

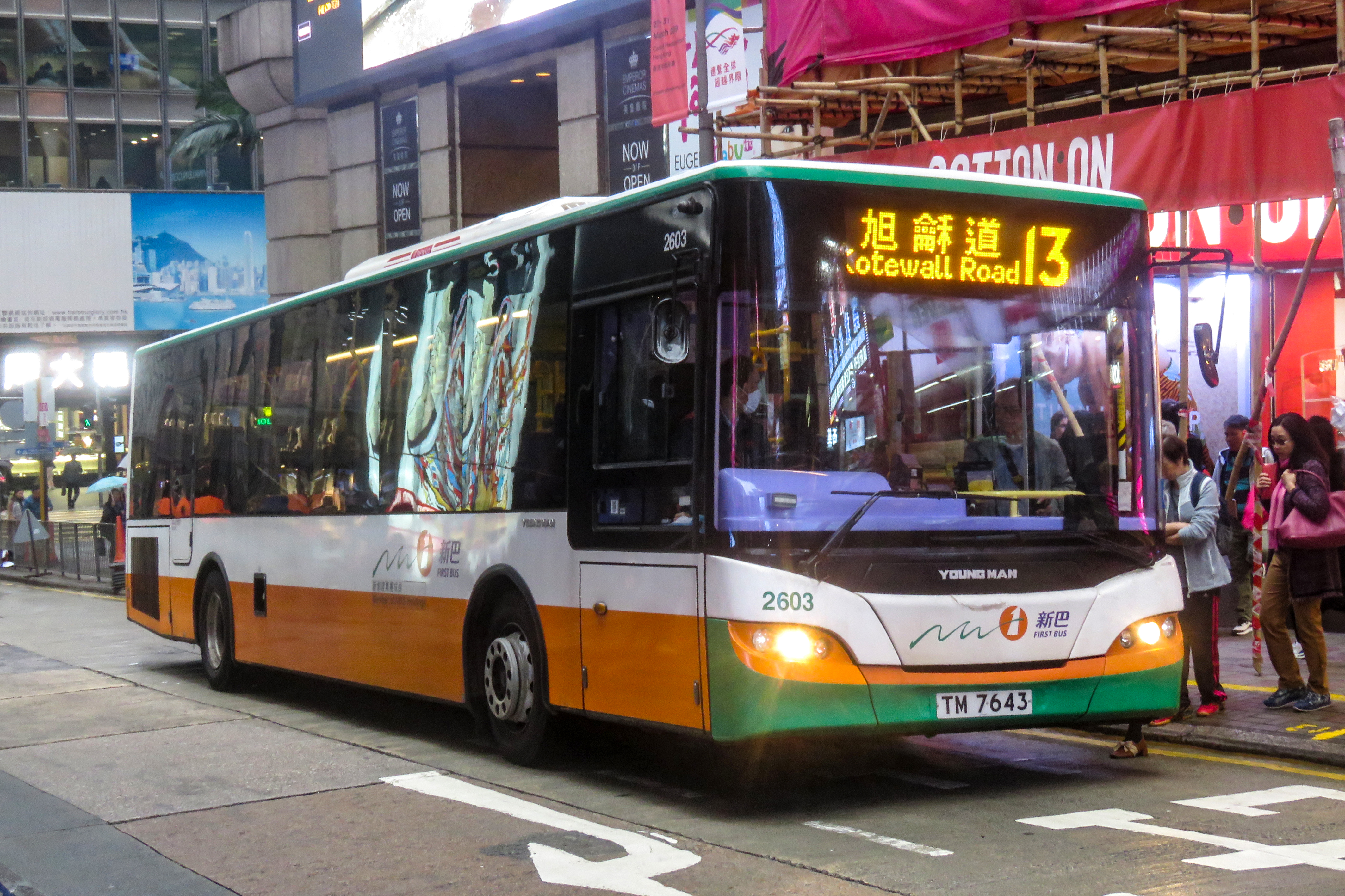
香港新世界第一巴士的青年JNP6120GR

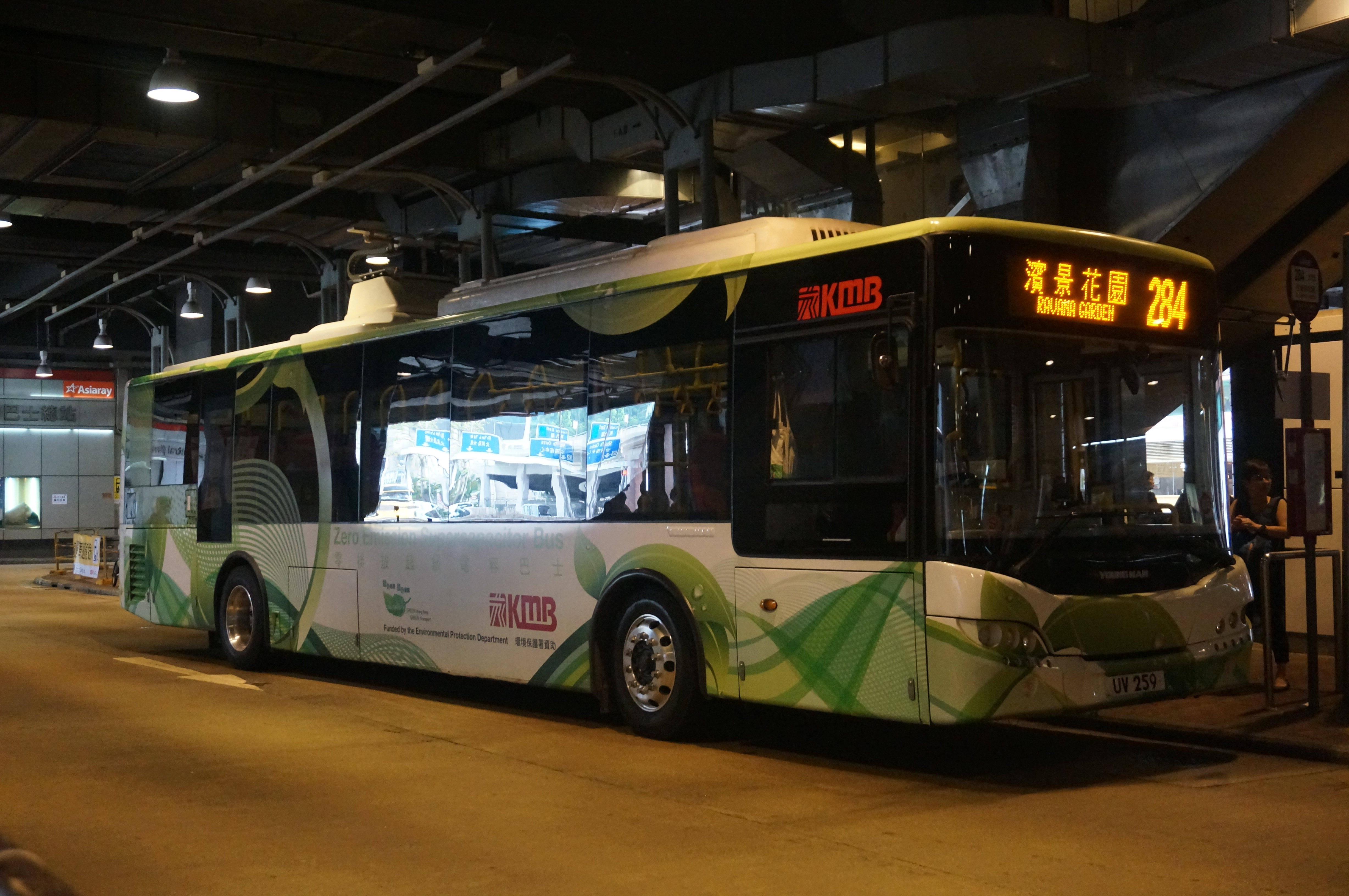
香港九龍巴士的青年JNP6122UC電容巴士

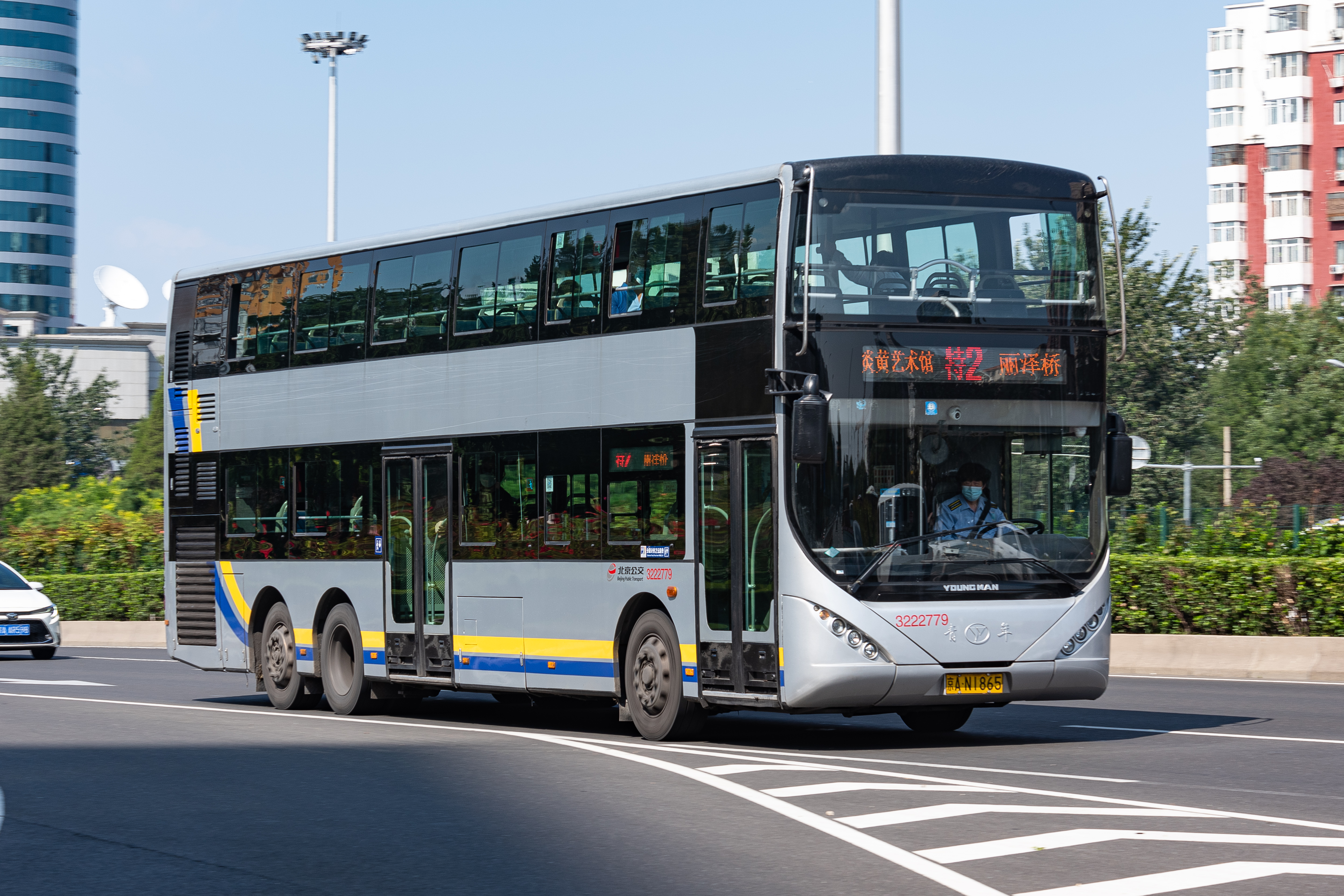
北京公交的青年JNP6130GSC型双层巴士

青年尼奧普蘭都市航線是金華青年汽車生產的一系列單層巴士，2005年開始生產，原型為Neoplan Centroliner。該系列車型目前在杭州、北京、上海、香港等地服役，也出口哈薩克斯坦、伊朗等國。該車系亦有雙層版本（JNP6130GSC）。

## 香港
除中國大陸及澳門外，青年尼奥普蘭都市航綫巴士也有被運到香港服務。
新大嶼山巴士於2010年引入9輛青年尼奥普蘭JNP6122GR1，是香港的專利巴士公司首次引入全中國製巴士。最先抵港的六部初時被歸入猛獅車隊（MN），編號為MN79-MN84，直至2010年12月12日正式改以YM作編號（YM01-06），後於2011年及2012年底至2013年期間再分別加訂5部及10部，編號分別為YM10-YM14及YM15-24，目前主要在北大嶼山路線37H及B4線服役。
服務珀麗灣的珀麗灣客運於2010至2011年引入8輛青年尼奥普蘭JNP6122GR2，編號為301-308。
城巴亦已於2011年宣佈訂購16輛10.5米的青年尼奧普蘭JNP6105GR單層低地台空調巴士，於2012年6月至10月到港，於同年7月31日起陸續出牌及投入服務，編號定為1810-1825，以作替代即將退役的富豪B6單層空調巴士。首部同款巴士（1811／RN819）於2012年8月15日起首航城巴76線，最後一部（1825／RS8303）亦已於同年10月25日正式服役，目前該批巴士主要行走11、12、12A、12M、41A、43M、76、95C、97A、314、671及B3M線，而在星期一至五（假日除外）亦會行走98及B3A線。
2014年，城巴及新世界第一巴士分別訂購一批為數16輛及8輛的11.6米長的青年尼奧普蘭JNP6120GR，預計用以作替代即將退役的猛獅NL262及丹尼士飛鏢SLF10.7米。其中城巴的第一輛於2015年1月8日到達香港，並於同年1月19日進行首次驗車，全數新車已於同年4月13日至6月4日正式出牌及投入服務。這批巴士使用新創建的新規格包括側牌採用Hanover「加長版」LED電子路線牌、車外設有攝錄鏡、改用較薄和輕量化的Lazzerini Citylight座椅、車廂採用深色的淺紫色色調等。新車已於2015年4月13日開始陸續出牌，其中1836、1838及1842於翌日首航25A線，而1844則首航41A線，而1842則於黃昏時分改行12M線。目前，城巴這批青年JNP6120GR主要行走11、12、12A、12M、25A、511等路線。而新世界第一巴士是次訂單為首批全低地台單層巴士，其規格相信與城巴同批車輛相同，惟該批單層巴士的電子路線牌控制器已連結自動報站系統。首輛巴士於5月21日完成驗車，並於同年6月16日獲編車隊編號為「2604」及開始在廠內進行一連串的測試，車牌為TL7840。其餘巴士亦於同一日經紅磡海底隧道及東區走廊前往創富道車廠交付。而第二輛車（2607，車牌為TL6528）於出牌後翌日首航27線，為新世界第一巴士首條使用青年巴士的路線。而2604亦於稍後時間首航該線。新世界第一巴士曾於2015年7月派出（2602，車牌為TM7702）行走104、116線，目前，新世界第一巴士這批青年JNP6120GR主要行走15C、25、26、27、78、81、904、914及N691路線。於2023年7月1日起，所有原屬新世界第一巴士車輛均已過渡至城巴，車輛編號維持不變。
後來，因應香港政府資助更換歐盟三期引擎的商業車輛計劃，城巴1812-1815於2020年6月改裝成新創建集團（匯達交通服務）訓練巴士取代4輛前新世界第一巴士丹尼士三叉戟三型10.3米巴士。
2014年，九龍巴士訂購了一批為數8輛12米長純電動巴士的青年尼奧普蘭JNP6122UC，預計用以行走5M線及284線。九龍巴士認為此款巴士比第一代表現更佳，充滿電後巴士最遠行車距離達8至10公里，相等於由尖沙咀行駛至葵芳，其最高行車速度為每小時70公里，比gBus的每小時50公里為高。首輛巴士於2015年1月上旬抵港，同月由青年代理進行測試，並於3月25日中午用平板拖架由位於落馬洲的青年代理運抵沙田車廠，現時仍停泊在沙田車廠盡頭，隨後於2015年4月17日在土瓜灣驗車中心進行檢驗時發生故障，不能行走，需要召喚拖車拖離。該輛樣辦車於2015年8月21日領牌，車牌為TP7758，並編上車隊編號AYM1，隨即納入沙田車廠（S）管理。第二輛同款巴士已於2015年6月14日抵港，停泊於九龍灣車廠。同年9月7日再有兩輛運抵沙田車廠（S），全數車輛已於2019年全數出牌。
不過，這批車好景不常。截至2021年，這8輛車僅有1輛（AYM3/TU9724）是恆常出車，主要行走284線，其餘車輛也因故障，僅是長期停泊於車廠。當中隸屬九龍灣車廠的AYM5（車牌號碼VK5273）更自從2018年4月出牌後從未載客，並己於2022年因牌照到期近三年而除牌退役。其餘車輛（AYM1-2、4、6-8）也自於2021年開始已經失去蹤影，連恆常出車的AYM3（車牌TU9724）也已於同年十二月末失去蹤影。其中AYM1、2、4更有指於2021年7月因青年破產而被停牌，AYM3、7亦己步其後塵。現此款車己因零件短缺，全部暫封車停駛。

## 电车版本
青年尼奧普蘭都市航線亦有無軌電車版本，這些青年電車被巴士迷稱為“電尼”（意即电车版尼奥普兰）。2006年，青年汽车与南车株洲电力机车研究所合作研制JNP6120GD型无轨电车，首批100辆同年12月底开始交付北京公交，2007年春节前交付完毕。这批电车交付后被用于103、108路，型号标记为BJD-WG120N。
由于这批电车在2008年夏季奥林匹克运动会期间良好的运行情况，哈萨克斯坦电车公司于2008年购入一批同型电车，但改用低入口布局，客室取消空调装置。这批电车其后通过铁路经阿拉山口站运输至阿拉木图，并投入使用。而北京公交于2012年和2015年又引进两批青年电车，头幅与第一批相同，均采用第一代Centroliner的头型，但窗线有所抬高。
杭州公交则于2013年购入一批头幅与北京、阿拉木图所用青年电车不同（Centroliner Evolution款式）的JNP6120BEV1型双源无轨电车，并将其用于复办的K155路。次年4月，上海也引进一批JNP6120BEV1型双源电车，以替换原用于上海无轨电车的单源电车。2023年1月17日，上海最后一条使用青年电车的线路15路全数退役，1月18日起全部被申沃SWB5129BEV77G“上海印象”复古款无轨电车取代。

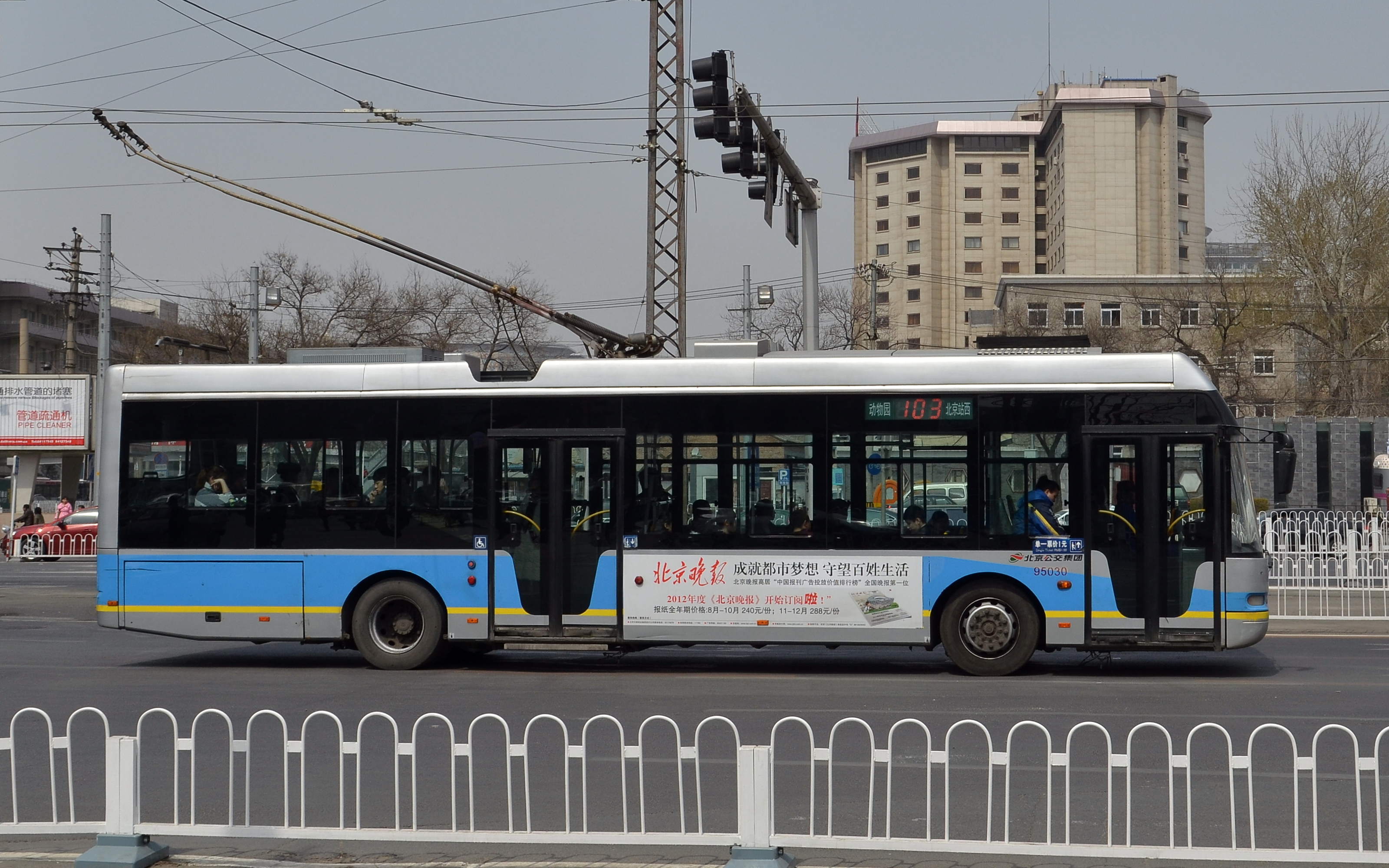
北京公交第一批青年无轨电车
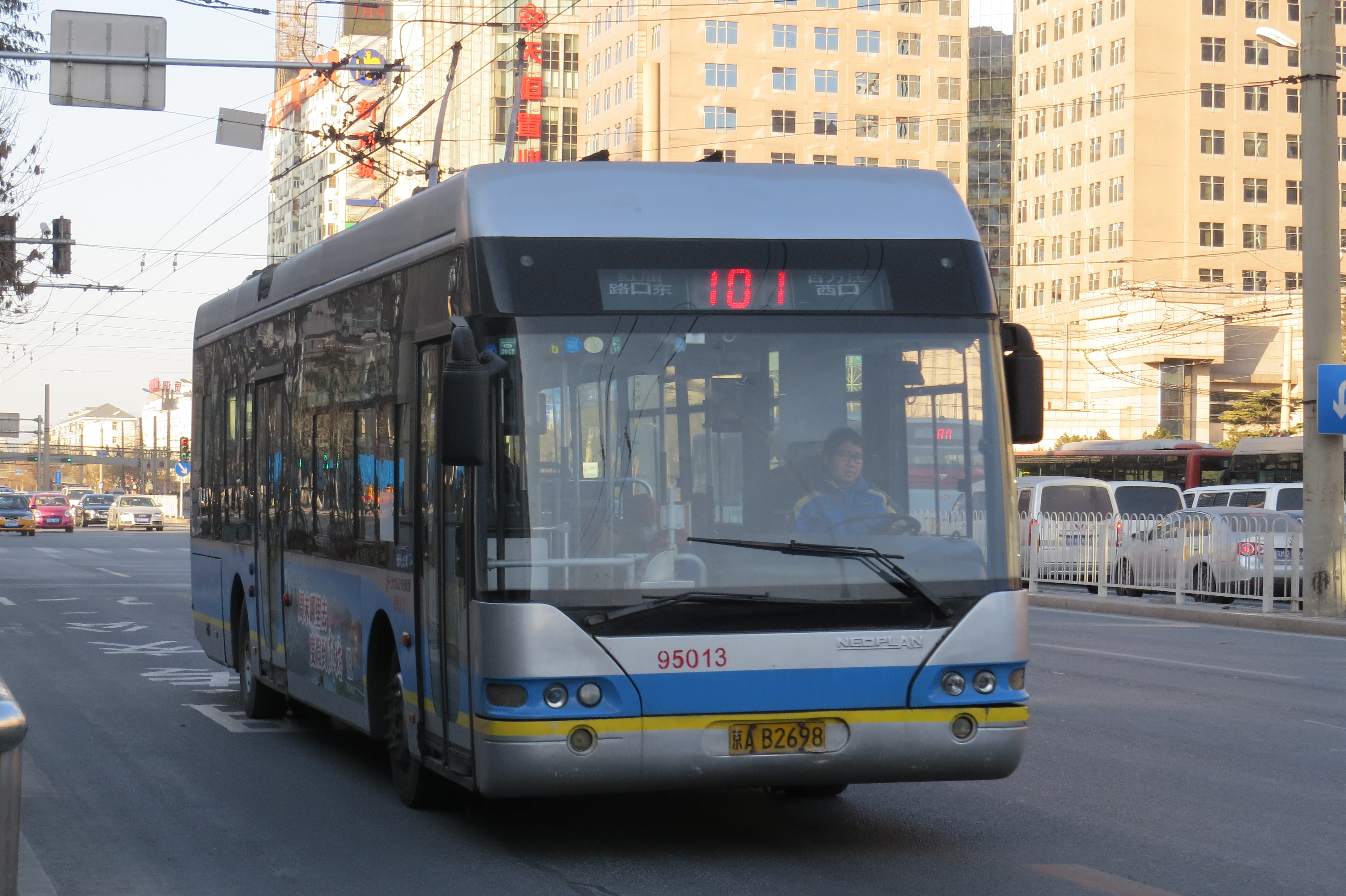
用于北京公交101路的第一批青年无轨电车在阜内大街
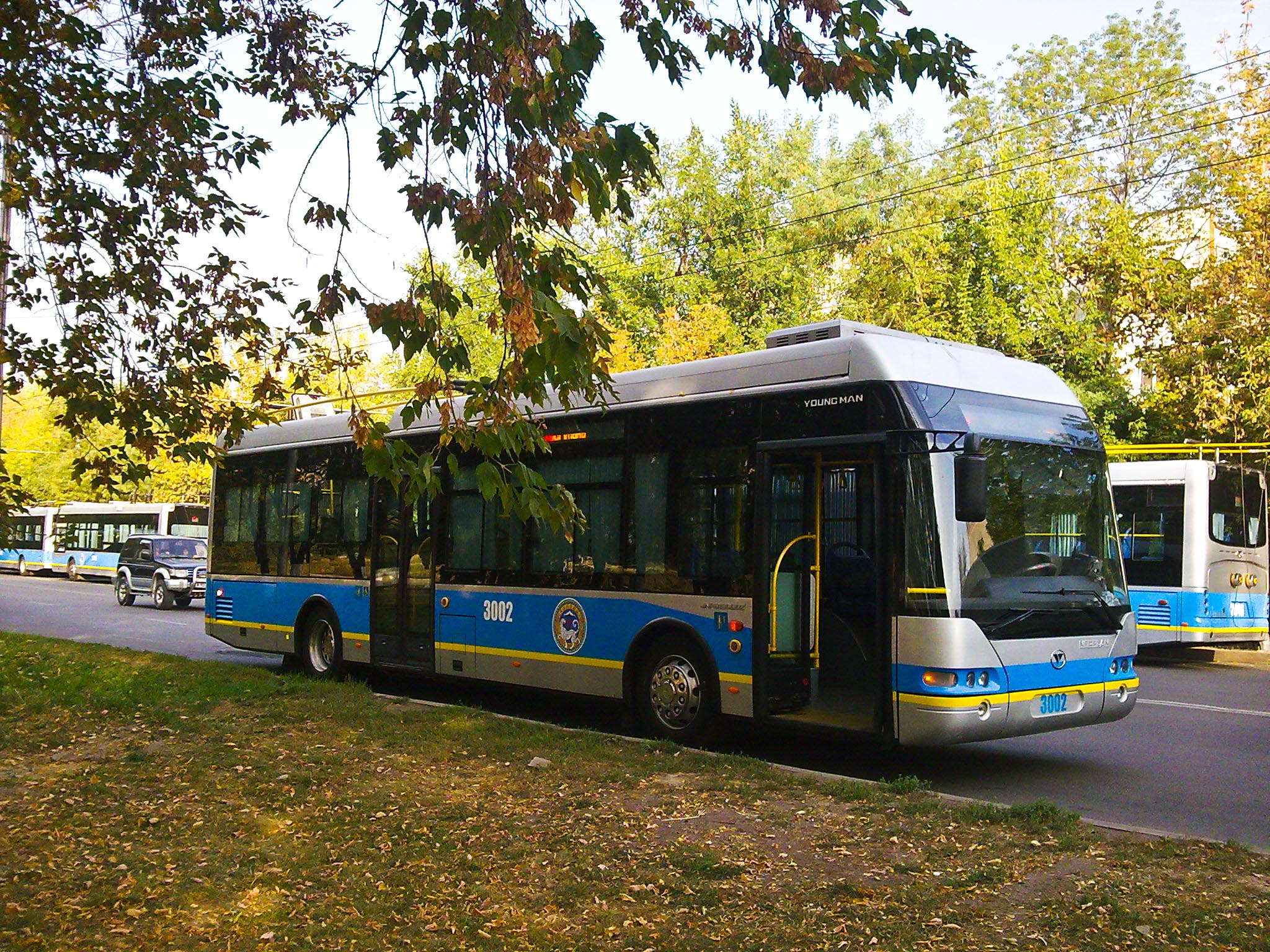
在阿拉木图服役的JNP6120GDZ型无轨电车
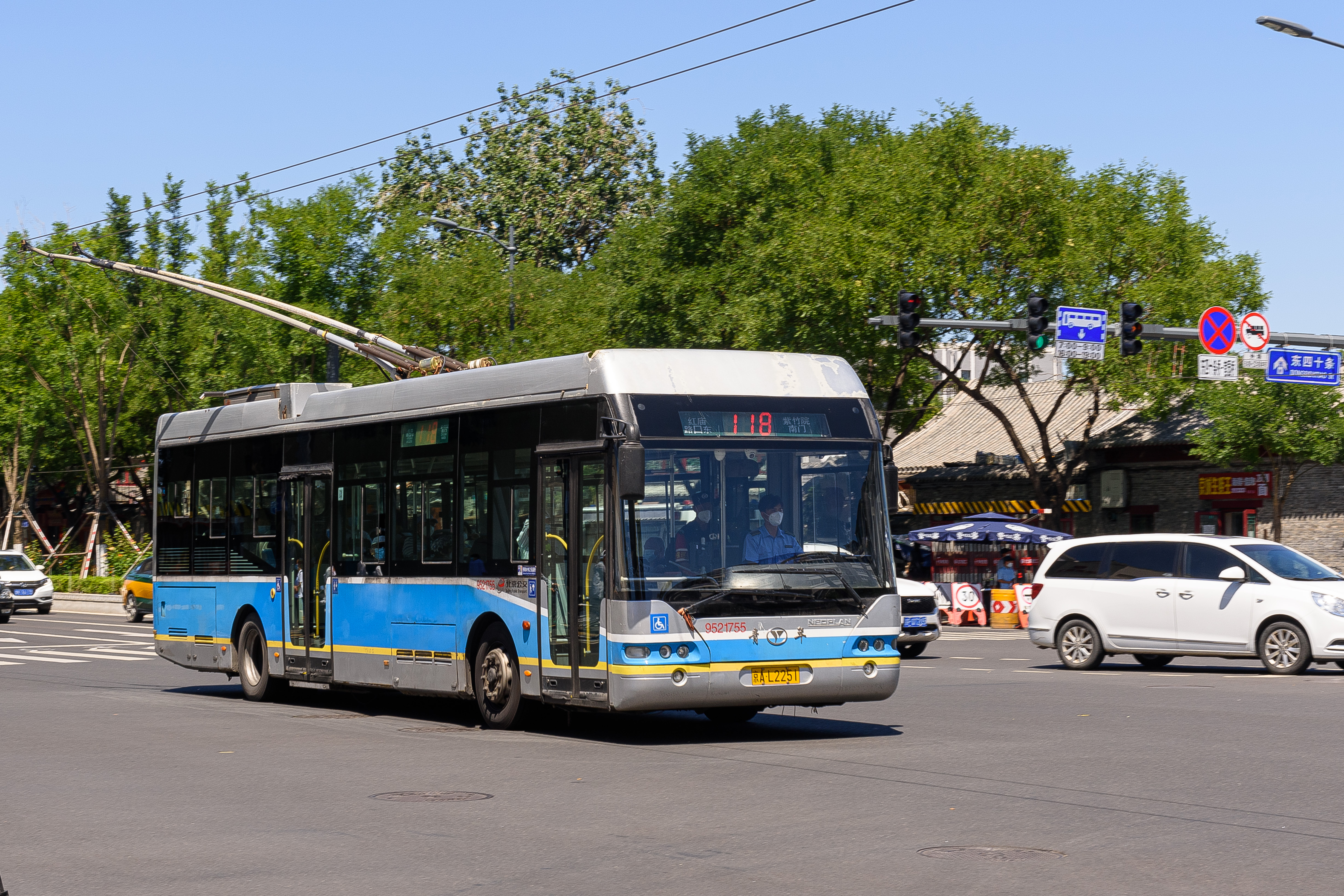
北京公交第二批青年电车
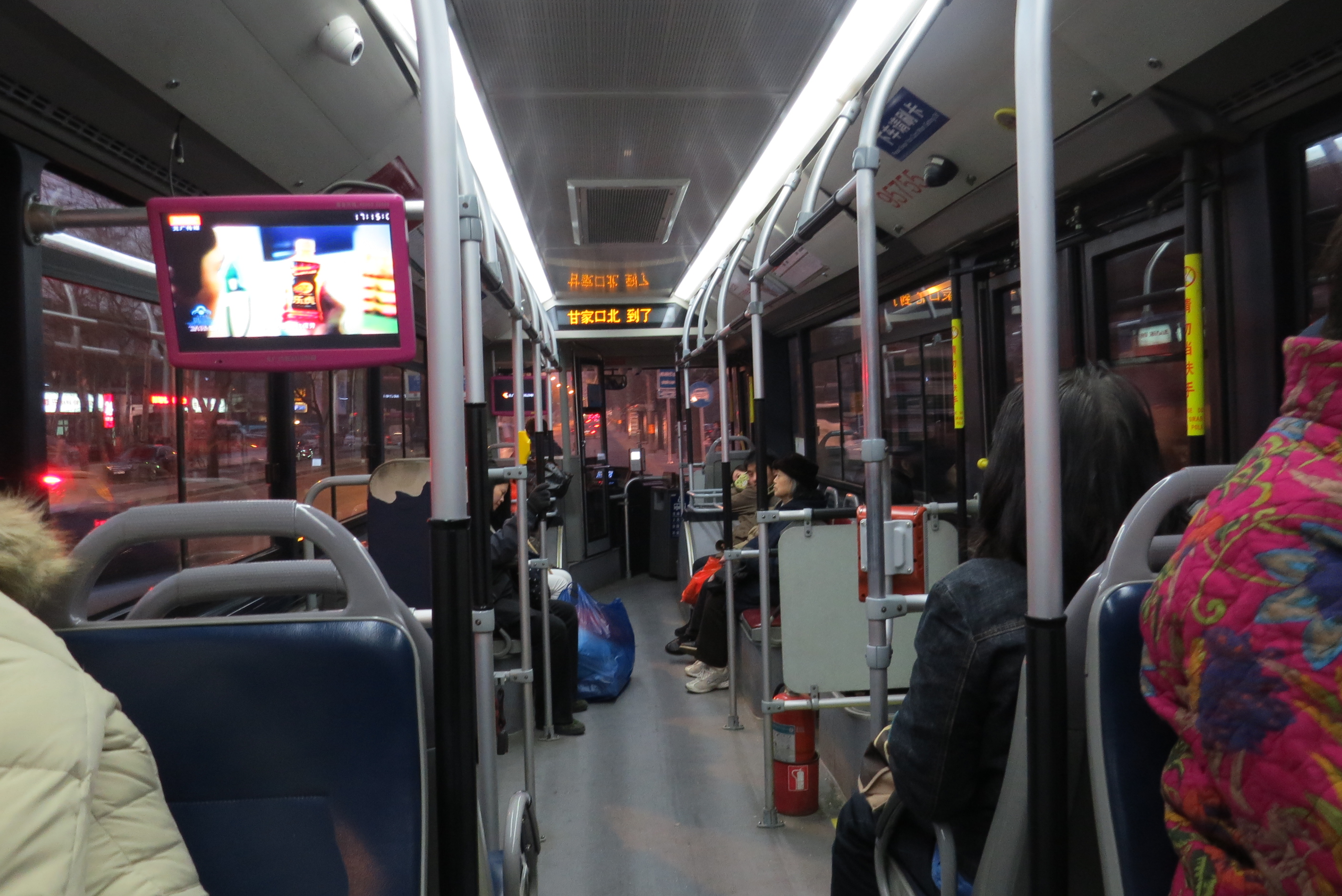
北京公交第二批青年电车（BJD-WG120N2）内部
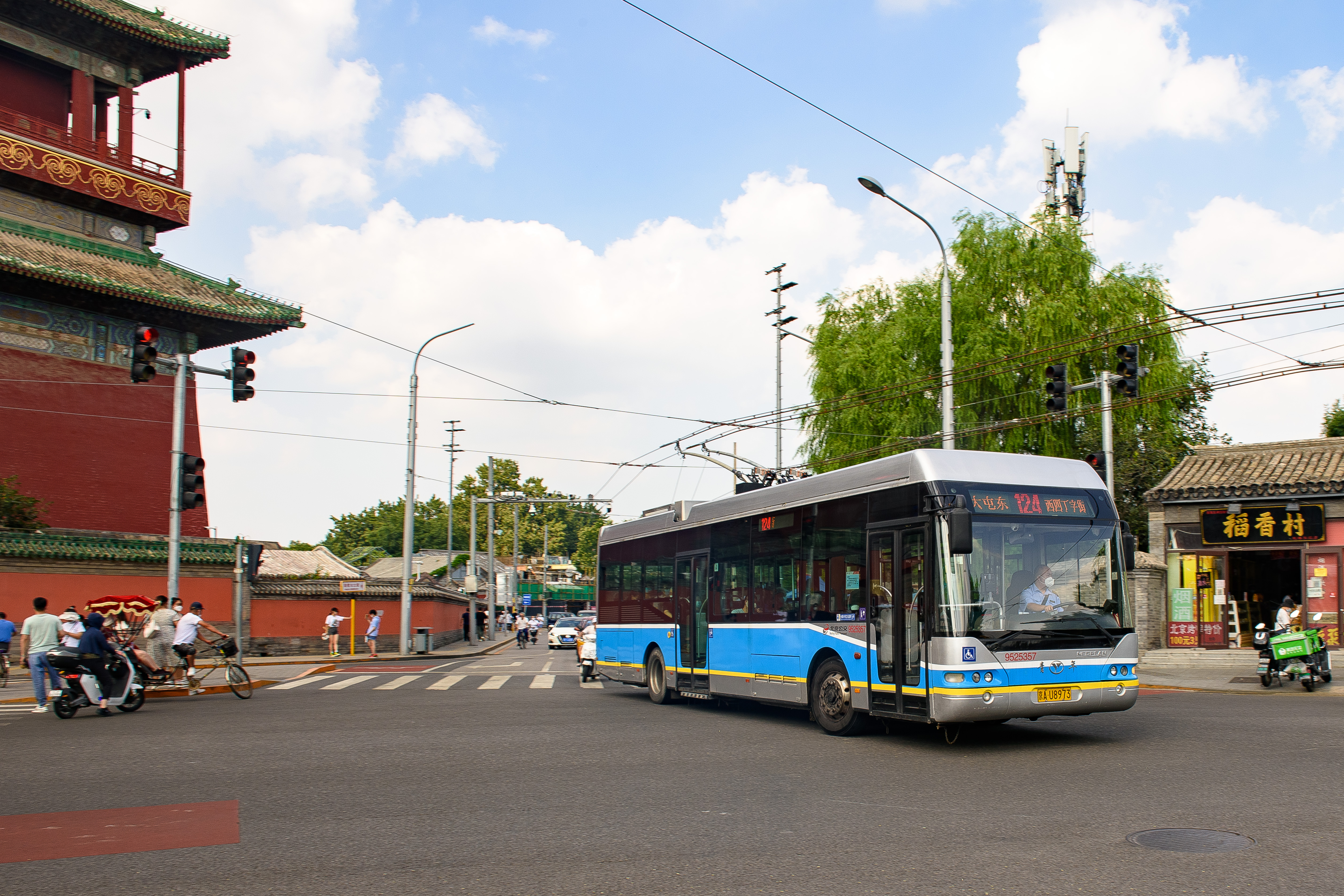
北京第三批青年电车，摄于鼓楼东大街
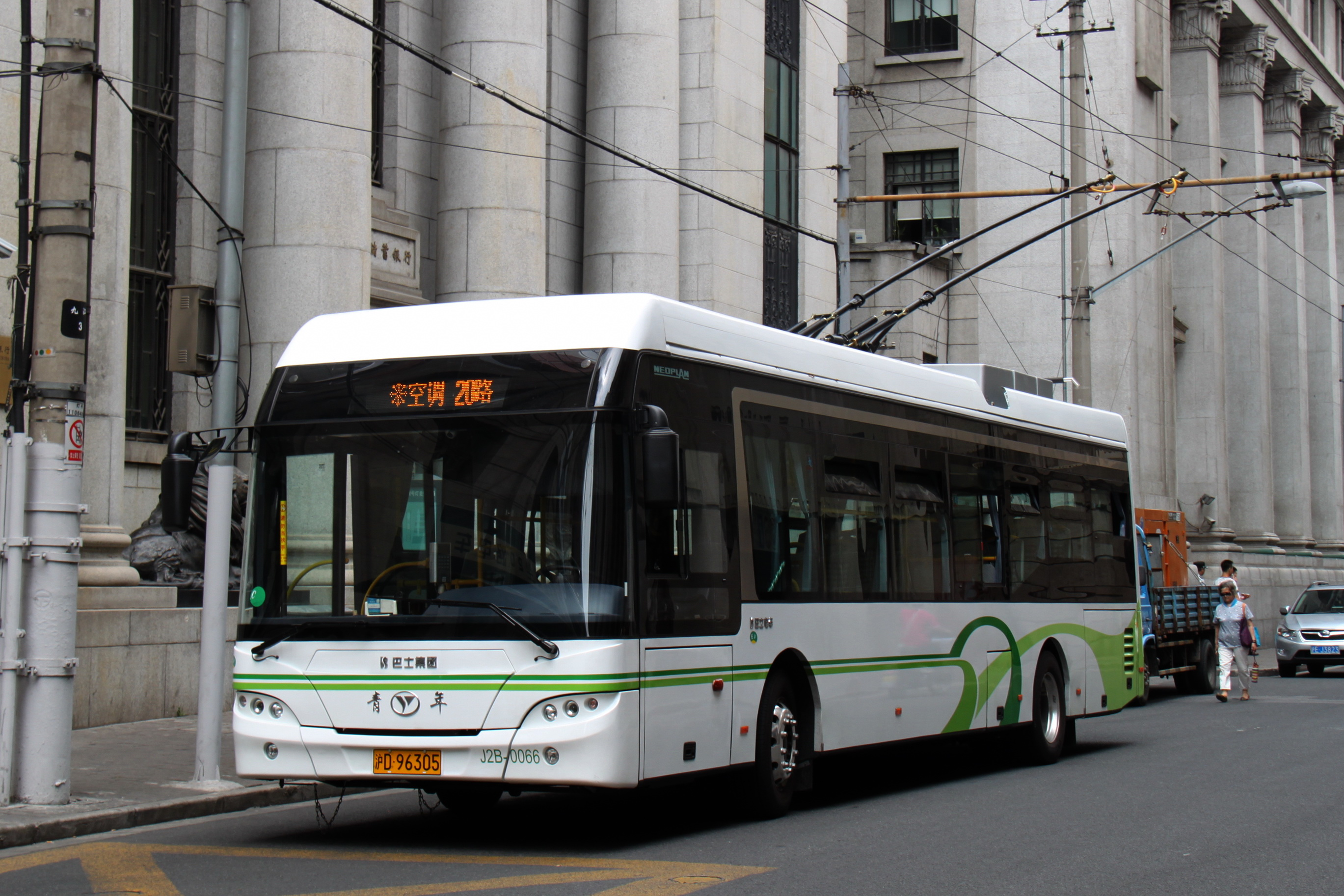
上海公交20路使用的JNP6120BEV1
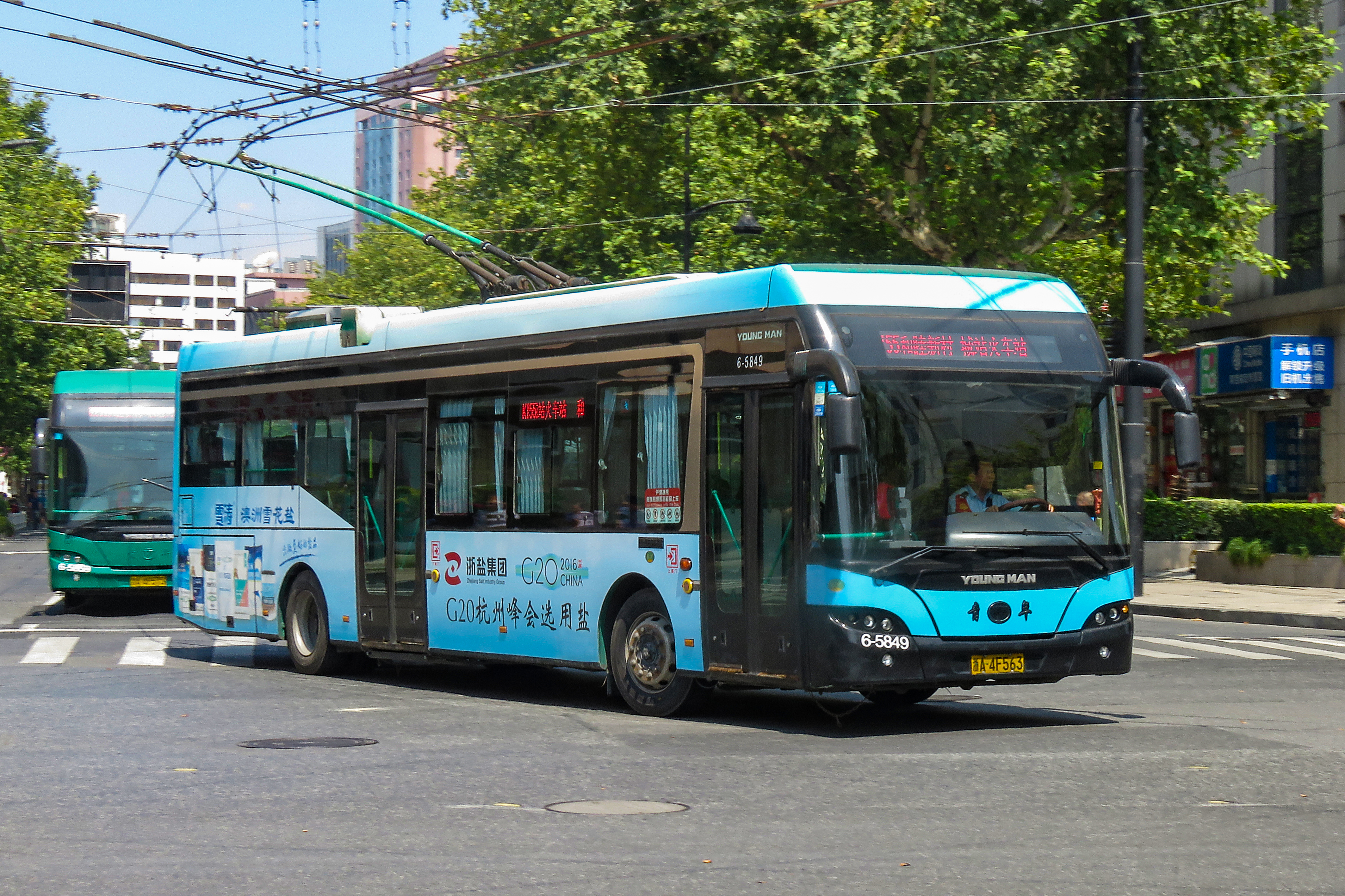
杭州K155路青年电车

## 外部連結
- 青年汽车－全线产品
- 【杭州】电车K155恢复运营，杭州电尼初导入（视频） （页面存档备份，存于）